# Le Bon, les Brutes et la Balance
Le Bon, les Brutes et la Balance (France) ou Le cinquième colon (Québec) (The Seven-Beer Snitch) est le 14e épisode de la saison 16 de la série télévisée d'animation Les Simpson.

## Synopsis
Les Simpson se rendent à Shelbyville pour y faire des achats et visiter un peu la ville. Ils en profitent pour assister à une comédie musicale. Manque de chance, le spectacle s'en prend au manque de culture des habitants de Springfield. Cette réaction fait vivement réagir Marge et elle propose de créer une salle de concert à Springfield. Elle demande alors au célèbre architecte Frank Gehry de créer le bâtiment. Lors de la première, le concert de musique classique qui est donné connaît un échec retentissant. À peine inaugurée, la salle de concert est désertée et finit par être fermée. Montgomery Burns en profite pour la racheter afin de la transformer en prison. Homer, qui voulait absolument se faire embaucher comme gardien va rapidement se retrouver de l'autre côté des barreaux... Il va vite devenir la balance ("snitch") de Burns et il va découvrir ce qu'on fait aux balances dans les prisons...
Pendant ce temps là, Bart et Lisa trouve que leur chat Boule de Neige a grossi. Quand celui-ci s'enfuit du jardin, ils le suivent et découvrent qu'il a été "adopté" par une autre famille.

## Références culturelles

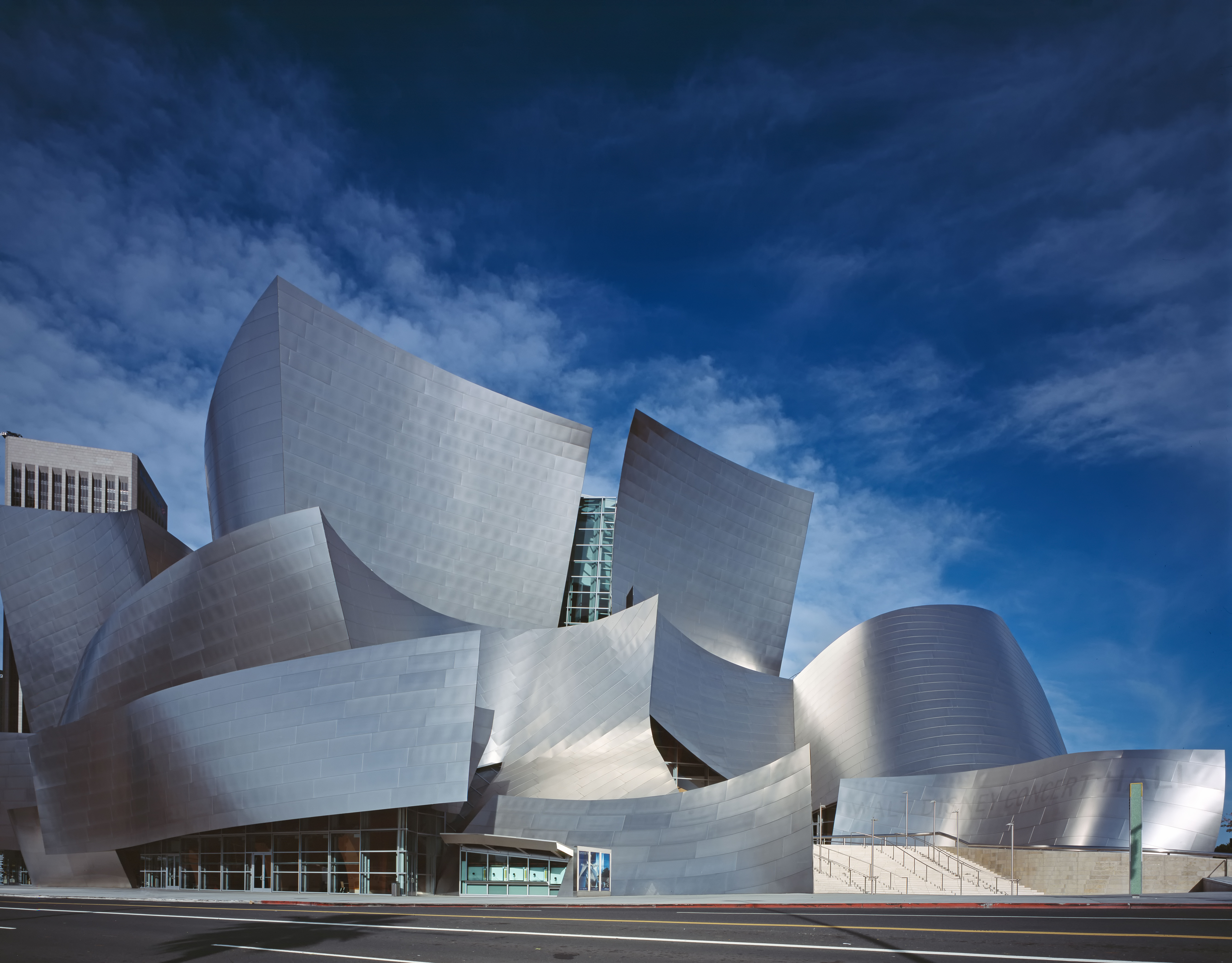
Il suffit à Mr Burns d'ajouter des barreaux aux rares fenêtres et un mirador sur une des tours de l'Opéra de Springfield (qui ressemble fort au Walt Disney Concert Hall de Los Angeles) pour en faire la nouvelle prison d'état.